# Gloria Behrens
Gloria Behrens (* 2. April 1948 in Ludwigsburg) ist eine deutsche Filmregisseurin.

## Leben
Gloria Behrens absolvierte ein Studium an der Hochschule für Fernsehen und Film München von 1967 bis 1970. In den 1970ern fertigte sie eine Reihe von Dokumentarfilmen mit ihrer eigenen Firma. Ab den 1980er Jahren wurde sie als Film- und Fernsehregisseurin tätig. Für das Kinderfilm-Musical Rosi und die große Stadt, wurde sie 1981 für den Max Ophüls Preis nominiert.
Zu ihren Arbeiten gehören überwiegend Fernsehfilme und Serien, darunter Aus heiterem Himmel, SOKO München und die Utta Danella-Fernsehfilmreihe.

## Filmografie (Auswahl)
- 1981: Rosi und die große Stadt
- 1983: Unsere Nachbarn, die Baltas (Fernsehserie, 12 Folgen)
- 1985: Blam! (Fernsehserie, 13 Folgen)
- 1989: Bodo – Eine ganz normale Familie
- 1995: Aus heiterem Himmel (Fernsehserie, 5 Folgen)
- 1997: Hotel Mama
- 1999–2000: SOKO München (Fernsehserie, 7 Folgen)
- 2001: Das Glück ist eine Insel
- 2001: Denninger – Der Mann mit den zwei Gesichtern
- 2002–2011: Utta Danella (Fernsehfilmreihe, 9 Folgen)
- 2004: Das Traumhotel – Verliebt auf Mauritius
- 2008: Utta Danella – Das Geheimnis unserer Liebe
- 2010: Klimawechsel (Fernsehserie, 2 Folgen)
- 2011: Das Glück dieser Erde (Fernsehserie, 4 Folgen)
- 2013: Tessa Hennig: Mutti steigt aus